# David Pickering
Pour les articles homonymes, voir Pickering.
David Pickering est un homme politique fidjien.

## Biographie
Métis, il est issu de la petite communauté d'ascendance européenne aux Fidji. Il entre en politique au sein du parti de l'Alliance (conservateur). À la suite du coup d'État militaire de 1987, il est nommé ministre du Tourisme et de l'Aviation civile dans le gouvernement par intérim du Premier ministre Ratu Sir Kamisese Mara (1987-1992). Il mène le Parti des électeurs généraux (General Voters Party) aux élections législatives de 1992, et est élu député. Ce parti a été constitué en 1990 par les membres de l'Association des électeurs généraux, une composante du parti de l'Alliance représentant les minorités ethniques - les citoyens qui ne sont ni autochtones, ni indo-fidjiens. Contrairement aux autres représentants de son parti, il refuse toutefois de participer au gouvernement du nouveau Premier ministre Sitiveni Rabuka. Il quitte le parti et se présente avec succès sous les couleurs du Congrès de tous les nationaux (All Nationals Congress) aux élections de 1994. 
Il renoue avec le Parti des électeurs généraux et redevient son dirigeant, intégrant en 1996 le gouvernement Rabuka avec le poste de ministre du Tourisme, des Transports et de l'Aviation civile. En 1998 le PEG devient le Parti général uni. En amont des élections de 1999, David Pickering forme une coalition pré-électorale avec le parti Soqosoqo ni Vakavulewa ni Taukei (« Parti politique autochtone ») de Rabuka et le Parti de la fédération nationale. La coalition est battue, les élections étant remportées par le Parti travailliste. Sur les bancs de l'opposition parlementaire, il devient alors vice-chef de l'opposition, derrière le chef de l'opposition Ratu Inoke Kubuabola (SVT). En mai 2001, David Pickering cède la direction du Parti général uni à Mick Beddoes. Le mois suivant, il rejoint le Parti de la fédération nationale.